# Ибрахим аль-Халяби
Ибрахи́м ибн Муха́ммад аль-Халяби (араб. ابراهيم بن محمد بن ابراهيم الحلبي‎;
1490—1549 или 1570) — исламский законовед ханафитского мазхаба.
За прекрасное знание хадисов (преданий) получил прозвище «мухаддис». Занимал важную духовную должность в Константинополе (ныне — Стамбул). Написал по-арабски сочинение: «Жизнь и подвиги пророка Магомета» (изд. с комм. в Булаке, 1833). Ему также принадлежит сочинение «Мольтека ль-абхар» (араб. ملتقى الأبحر‎ «Слияние морей») — кодекс ханифского права, изданный в Константинополе в 1836; извлечение в отрывках, по-арабски и по-латински, опубликовано Розенмюллером в «Analecta Arabica» (Лпц., 1825), а на арабском и на немецком — Г. Гельмсдерфером (Франкф., 1822); собрание «фетв» издано Эдв. Адельбургом (Конст., 1838). Известен комментарий к «Мультека аль-абхар» учёного Шейх-Заде под названием «Маджмау-ль-ангар» («Соединение рек»).